# Erich Emigholz
Erich Emigholz (* 7. März 1922 in Münster; † 8. Februar 1998 in Lilienthal) war ein deutscher Theater-, Film- und Fernsehkritiker. Er war eng verbunden mit dem Intendanten des Theaters Bremen, Kurt Hübner.

## Leben und Wirken
Nach der Grundschule besuchte Erich Emigholz das Staatliche Schillergymnasium zu Münster. 1938 wechselte er auf die Hermann-Löns-Oberschule, wo er im Dezember 1940 anstelle eines ordentlich abgelegten Abiturs ein Abgangszeugnis mit Reifevermerk erhielt, da er seinen Einberufungsbescheid zum Kriegseinsatz erhalten hatte. Seinen Dienst verrichtete er in einer Panzereinheit an der Front in Russland und in Italien. Im Mai 1945 geriet er in Italien in amerikanische Kriegsgefangenschaft. Nach der Entlassung im Juni 1946 arbeitete er als Assistent an der Jungen Bühne Warendorf/Münster.
An der Universität Münster studierte er zunächst ab 1947 in der Evangelisch-Theologischen Fakultät mit dem Ziel eines theologischen Vollstudiums. Im April 1949 entschied er sich um und studierte stattdessen Germanistik, Philosophie und Neuere Geschichte in der Philosophischen Fakultät. Während des Studiums wirkte er an der Studiobühne der Universität mit. Er promovierte 1955 bei Benno von Wiese mit dem Thema Lessings sprachliche Form im Drama.
Anschließend leistete er ein Volontariat bei der Westfälischen Rundschau. Ab 1956 war er Redakteur bei den Bremer Nachrichten, wo er 1961 zum Feuilletonchef und stellvertretenden Chefredakteur aufstieg. Infolge der Fusion der beiden Bremer Tageszeitungen Bremer Nachrichten und Weser-Kurier lautete seine Funktionsbezeichnung Co-Ressortchef. Außer seiner eigentlichen Tätigkeit für die Bremer Presse war er viele Jahre Mitarbeiter bei der führenden Theater-Zeitschrift Theater heute. Er verfasste hauptsächlich Besprechungen von Kinofilm-Neuheiten, Fernsehsendungen und Theateraufführungen. Vom Berliner Theatertreffen berichtete er regelmäßig. Oft zeichnete er seine Artikel mit dem Kürzel „dree“ (Abkürzung für Dr. Erich Emigholz). Darüber hinaus übersetzte er, teilweise in Zusammenarbeit mit dem Theater-Intendanten Kurt Hübner, mehrere Stücke von William Shakespeare und anderen Autoren.
Als journalistischer Begleiter und Förderer des Bremer Theaters unter Kurt Hübner war er am Aufschwung desselben beteiligt. Die bundesweite Anerkennung der avantgardistischen Ausrichtung drückte sich in der Bezeichnung „Bremer Stil“ aus. 1968 hintertrieb der Bremer Kulturabteilungsleiter Eberhard Lutze mit Rückendeckung von Senator Moritz Thape (SPD) die Vertragsverlängerung für Hübner, da ihm dessen progressiver Stil missfiel. In die langandauernde Auseinandersetzung schaltete sich Emigholz im Dezember 1971 ein, indem er die Leserschaft der Bremer Nachrichten an Lutzes NS-Vergangenheit erinnerte und die Behauptung aufstellte, Lutze sei Rädelsführer bei einem Altarraub in Krakau gewesen. Der von Lutze angestrengte Verleumdungsprozess mit anschließender Berufungsverhandlung endete im Oktober 1972 mit einem Vergleich. Hübner verließ Bremen erst 1974.
Emigholz ging 1987 in Rente. 1998 starb er nach längerer Krankheit.

## Beispielhaftes zu Unterhaltungssendungen
Über Rudi Carrell schrieb er, er sei „phantasievoller als seine Showkollegen“. Sein Ideenreichtum habe Am laufenden Band zum „Zuschauerschlager“ gemacht, der sich „immer noch nicht totgelaufen“ habe. „Ein nicht zu unterschätzender Erfolgsfaktor“ bedeute „zudem der Human Touch, den Rudi ganz beiläufig seiner Abendunterhaltung unterzumixen“ wisse.
Paola und Kurt Felix‘ Sendung Verstehen Sie Spaß? bezeichnete er als „Renner“, bemängelte aber, dass die aufs Wesentliche beschränkten kuriosen Überraschungen der Anfangszeit mehr und mehr „dem Arrangement gewichen“ seien.
An Dieter Hallervordens Figur „Didi“ missfiel ihm, dass sie „stets zum Verwechseln gleich“ bleibe, was sich in der Wendung „einmal gesehen, ist immer gesehen“ zusammenfassen lasse. Gleichzeitig mache dies aber ihren Erfolg aus. Dieter Hallervorden sei die „Geheimwaffe“ im Quotenrennen der Sendeanstalten.

## Schriften (Auswahl)
- Lessings sprachliche Form im Drama. Untersuchungen zum Problem Vers–Prosa in Lessings Drama unter gleichzeitiger Abgrenzung vom Drama der Klassik. Westfälische Wilhelmsuniversität zu Münster, Münster 1955. (Hochschulschrift)
- Fünfunddreißigmal Macbeth. In: Marianne Thalmann, Erich Emigholz, Kurt Hübner, Henning Rischbieter: August Wilhelm von Schlegel 1767–1967. Inter Nationes, Bad Godesberg 1967, S. 31–36.
- 30 Fragen zum Bremer „Tasso“. In: Günther Busch (Red.): Torquato Tasso. Regiebuch der Bremer Inszenierung (= edition suhrkamp; Band 459). 1. Auflage. Suhrkamp, Frankfurt am Main 1970, S. 137–159.
- (mit Barbara Krauss, Burkhard Mauer, Wilfried Minks, Günther Rühle:) Spielräume – Arbeitsergebnisse Theater Bremen 1962–73. Theater Bremen, Bremen 1973. Darin von Emigholz unter anderem: Erst lauter Namen, dann ein Begriff. Rückblick auf 11 Jahre Theaterarbeit in Bremen, S. 244–247.
- Ab wann zählt eigentlich im Theater eine Ära? In: Arno Wüstenhöfer, Theater der Freien Hansestadt Bremen GmbH (Hrsg.): Bremer Theater 1978–1985. Bremen 1985, S. 4–9.
- Die Jahre des Bremer Stils. Erinnerungen an eine große Zeit des Theaters: 1962 bis 1973. In: Bremer Theater der Freien Hansestadt Bremen GmbH, Senator für Kultur und Ausländerintegration der Freien Hansestadt Bremen (Hrsg.): 200 Jahre Theater in Bremen. WMIT-Druck-u.-Verlags-GmbH, Bremen 1993, ISBN 3-929542-04-8, S. 53–69.

## Drehbücher
- Aus dem Bremer Überseemuseum (5 Reportage-Folgen; ARD, 1962)[12]

## Übersetzungen (soweit nachweisbar)
- 1966: (mit Kurt Hübner:) Macbeth (William Shakespeare)
- 19??: Ende gut, alles gut (William Shakespeare)
- 19??: Antonius und Cleopatra (William Shakespeare)